# 叶夫根尼·伊万诺维奇·纳兹德拉坚科
叶夫根尼·伊万诺维奇·纳兹德拉坚科（俄语：Евге́ний Ива́нович Наздрате́нко，1949年2月16日—），俄羅斯政治家。
他於1983年畢業於遠東科技學院（今海參崴國立經濟服務大學），主修經濟學。
1993年起，他擔任濱海邊疆區行政長官。他在政見上是激進的反華人士，主張黃禍論。他聲稱中國政府正在對俄羅斯進行有計劃的人口擴張，遠東地區的中國移民將超越俄羅斯人，任內，對中國人簽證進行嚴格限制。2001年2月5日，在心臟病之後辭職。據推測，他可能因為能源危機而被迫辭職。
2003年，他被任命為俄羅斯聯邦安全會議副秘書。
纳兹德拉坚科已婚，育有二子。